# Wenn es sich gut anfühlt
Wenn es sich gut anfühlt ist das zweite Studioalbum der deutschen Popsängerin Sophia, das im September 2024 erschien.

## Entstehung und Veröffentlichung
Die Erstveröffentlichung von Wenn es sich gut anfühlt erfolgte am 6. September 2024 bei Vertigo Records. Das Album erschien in seiner Originalausführung als CD, Download und Streaming mit zwölf Titeln (Katalognummer: 060246578752). Das Frontcover zeigt vier Selbstporträts von Sophia, die ein weißes T-Shirt trägt. Auf einem Porträt trägt sie darüber hinaus einen pinken Zipper Sweater. Unten rechts ist der Künstlername und links unten in einem der Porträts der Albentitel zu sehen.
Geschrieben wurden die Lieder von der Interpretin selbst, zusammen mit verschiedenen Koautoren. Für den Großteil der Produktion zeichnete Philipp Evers verantwortlich, der acht Titel produzierte. Darüber hinaus produzierte Yannick Johannknecht (Aside) drei Titel sowie je einen Titel Friedrich Steinke, Kim Wennerström und das Produzentenduo Tvvins (bestehend aus Valentin Glage und Vincent Stefánsson).

## Titelliste
| Nr. | Titel                    | Autor(en)                                                                     | Produzent(en)                    | Länge |
| --- | ------------------------ | ----------------------------------------------------------------------------- | -------------------------------- | ----- |
| 1.  | So viel schöner          | Louis Leibfried, Sebastian Wurth, Philipp Evers, Sophia                       | Philipp Evers                    | 3:00  |
| 2.  | Du bist                  | Louis Leibfried, Philipp Evers, Sophia                                        | Philipp Evers                    | 2:36  |
| 3.  | An alle da draußen       | Kristoffer Hünecke, Sebastian Wurth, Philipp Evers, Sophia                    | Philipp Evers                    | 2:42  |
| 4.  | Märchen                  | Sebastian Wurth, Sophia, Friedrich Steinke                                    | Philipp Evers, Friedrich Steinke | 2:24  |
| 5.  | Wenn es sich gut anfühlt | Philipp Dittberner, Philipp Klemz, Valentin Glage, Sophia, Vincent Steffánson | Tvvins                           | 2:34  |
| 6.  | Ich dich auch            | Kim Wennerström, Ben-Giacomo Wortmann, Tom Thaler, Sophia                     | Kim Wennerström, Philipp Evers   | 2:39  |
| 7.  | Roségold                 | Aside, Nico Witter, Sophia, Thore Hagedorn                                    | Aside                            | 2:58  |
| 8.  | Ich sein                 | Aside, Leonard Pieper, Sophia                                                 | Aside                            | 3:06  |
| 9.  | Soziale Batterie         | Louis Leibfried, Philipp Evers, Sophia                                        | Philipp Evers                    | 2:41  |
| 10. | Wie ein Mädchen          | Joe Walter, Philipp Klemz, Sophia                                             | Aside                            | 2:16  |
| 11. | Ich packe meinen Koffer  | Aside, Sophia, Thore Hagedorn                                                 | Philipp Evers                    | 2:20  |
| 12. | Disney                   | Louis Leibfried, Sebastian Wurth, Philipp Evers, Sophia                       | Philipp Evers                    | 2:43  |

## Rezensionen
Dominik Lippe, Musikkritiker von laut.de, schrieb zusammenfassend zu den Titeln des Albums: „[…] Akustische Keuschheitsringe für Identitätssuchende.“

## Chartplatzierungen
| ChartsChartplatzierungen | Höchstplatzierung | Wochen |
| ------------------------ | ----------------- | ------ |
| Deutschland (GfK)        | 4 (7 Wo.)         | 7      |
| Österreich (Ö3)          | 11 (2 Wo.)        | 2      |
| Schweiz (IFPI)           | 11 (2 Wo.)        | 2      |